# ルイス・バカロフ
ルイス・エンリケス・バカロフ（Luis Enríquez Bacalov、1933年8月30日 - 2017年11月15日）は、アルゼンチン出身の作曲家。イタリアを拠点に映画音楽の作曲家として活動した。

## 来歴
ブエノスアイレスでブルガリアから移住したユダヤ人の家に生まれる。
20歳でコロンビアに行き、ピアニストとして活動、その後1959年にイタリアに移り、1960年代のマカロニ・ウェスタンを中心に映画音楽の作曲家として活動した。1995年の映画『イル・ポスティーノ』で第68回アカデミー作曲賞、第49回英国アカデミー賞 作曲賞、1995年度ナストロ・ダルジェント作曲賞を受賞した。
2017年11月15日、ローマで死去、84歳。

## 主なディスコグラフィー
- 禁じられた抱擁 La Noia (1963)
- リーザの恋人 Donde tú estés (1964)
- 奇跡の丘 Il Vangelo secondo Matteo (1964)
- 王子のための処女 Una vergine per il principe (1965)
- 女と男と金 Oggi, domani, dopodomani (1965) La moglie bionda
- 続・荒野の用心棒 Django (1966)
- 名誉の問題 Una Questione d'onore (1966)
- 必殺の用心棒 Sugar Colt (1966)
- 群盗荒野を裂く Quién sabe? (1966)
- 一本のバラはみんなのもの Una rosa per tutti (1967)
- 悪い奴ほど手が白い A ciascuno il suo (1967)
- 愛のために…魔法のために… Per amore... per magia... (1967)
- 荒野の金貨 La più grande rapina del west (1967)
- 黒い羊 La pecora nera (1968)
- 高き報酬 A qualsiasi prezzo (1968)
- アン・マーガレット・イン レブス Heißes Spiel für harte Männer / Rebus (1969)
- 怒りの用心棒/復讐のダラス Il prezzo del potere (1969)
- ブラバドスの黄金 L'oro dei bravados (1970)
- 定められた生贄 La vittima designata (1971)
- キングと呼ばれた男 Lo chiamavano King (1971)
- ローマ・ベーネ Roma bene (1971)
- サマータイム・キラー Ricatto alla mala (1972)
- ミラノ・カリブロ9 Milano Calibro 9 (1972)
- 怒りのガンマン/銀山の大虐殺 Il grande duello (1972) クレジットなし
- ザ・ボス/暗黒街の標的 Il boss (1973)
- 傷だらけの刑事 La polizia è al servizio del cittadino? (1973)
- 最後の大犯罪 L'ultima chance (1973)
- デッドリー・ディール La città sconvolta: caccia spietata ai rapitori (1975)
- ロジャー・ムーアinシシリアン・クロス/闇の仕掛人を消せ Gli esecutori (1976)
- 女衒たち I prosseneti (1976)
- ザ・シシリアン/復讐の挽歌 I Padroni della città (1976)
- 女の都 La città delle donne (1980)
- フェリーニの都 Appunti su "La citta delle donne" di Federico Fellini (1980)
- 窓からローマが見える (1982)
- 女ともだち Coup de foudre (1983)
- 濡れた貴婦人 Ars amandi (1983)
- Interdit アンテルディ/禁じられた愛 Un amour interdit (1984)
- キラー・マニア/殺人遊戯 Maniac Killer (1987)
- ラ・マスケラ La maschera (1988)
- ブガッティ・ロワイヤルの女 Rebus (1989)
- エズメラルダ・ベイ/勇者たちの戦場 La bahía esmeralda (1989)
- マルコ/母をたずねて三千里 Dagli Appennini alle Ande (1990) テレビミニシリーズ
- タブー・メルヘン/幼愛人形 Favola crudele (1991)
- イル・ポスティーノ Il Postino (1994)
- 遙かなる帰郷 La tregua (1997)
- 自由な女神たち Polish Wedding (1998)
- Bモンキー B. Monkey (1998)
- ラブレター/誰かが私に恋してる? The Love Letter (1999)
- 年下のひと Les Enfants du siècle (1999)
- ふたりのトスカーナ Il Cielo cade (2000)
- ウーマン・オン・トップ Woman on Top (2000)
- 愛と暗殺のタンゴ Assassination Tango (2002)
- フェリーニ 大いなる嘘つき Fellini: Sono un gran bugiardo (2002)
- インフェルノ・ビロウ Marcinelle (2003) テレビ映画
- ファンタジー・ファクトリー The Dust Factory (2004)
- スキヤキ・ウエスタン ジャンゴ(2007)日本映画。ルイスの続・荒野の用心棒の主題歌を正式にアレンジした北島三郎の曲が主題歌[9]
- カラヴァッジョ 天才画家の光と影 Caravaggio (2007) テレビ映画
- トレヴィの泉で二度目の恋を Elsa & Fred (2014)